# سيناروزا بويبلا دي بوليفار
بلدية سيناروزا بويبلا دي بوليفار (بالإسبانية: Cenarruza-Puebla de Bolívar)‏ هي بلدية تقع في مقاطعة بيسكاي، التي تقع في منطقة الباسك شمالي إسبانيا. يبلغ عدد سكانها 420 نسمة وذلك حسب إحصائيات سنة 2017. يبلغ ارتفاعها عن سطح البحر قرابة 176 مترا. تبلغ مساحتها 18.50 كم².